# Bergbauingenieurfelsen
Die Bergbauingenieurfelsen (russisch Скалы Горный Инженерёв Skaly Gorny Inschenerjow) sind eine Felsengruppe im ostantarktischen Königin-Maud-Land. Sie ragen unmittelbar  südlich des Deildegasten in der Östlichen Petermannkette auf.
Entdeckt wurden sie bei der Deutschen Antarktischen Expedition 1938/39 unter der Leitung des Polarforschers Alfred Ritscher. Die Kartierung nahmen Teilnehmer der Dritten Norwegischen Antarktisexpedition (1956–1960) vor. Die Benennung geht auf Wissenschaftler einer sowjetischen Antarktisexpedition von 1960 bis 1961 zurück.